# BTR-D
BTR-D（ロシア語：БТР-Д）は、ソビエト連邦で開発された装甲兵員輸送車（Бронетранспортёр；略称：БТР）。BMD-1から砲塔を取り外し、車体を延長して乗員数を増加させた型である。BMDと同様に、空中投下が可能なように設計されている。1974年採用。2013年以降、後継のBTR-MDに順次置き換わっていく予定。

## 概要
BTR-Dは、BMD-1の車体を元に設計されているが、全長が483mm延長されている。操縦席は車体前方の中央に位置し、その両側には機関銃手各1人が位置し、PKT7.62mm機関銃を操作する。弾薬搭載数は、機関銃弾×2,000発である。
兵員室には完全武装の空挺兵1個分隊（10人）を搭乗させて輸送できる。兵員の乗降は、天井の2ヶ所のハッチと後部の大ハッチを通して行われる。車体には2ヶ所の銃眼が存在する。
他車両との通信用に、R-123M無線機が設置されている。煙幕展開用に、熱煙幕発生器と発煙弾発射機902V×4基が設置されている。消火装置とNBC防護システムも設備されている。

## 派生型
BTR-RD「ローボト」 - БТР-РД "Робот"
9K111 ファゴットまたは9K113 コンクールスを搭載した駆逐戦車。
BMD-KSh「シニーツァ」 - БТР-КШ "Синица"
大隊級の指揮・幕僚車。R-123無線機×2台を搭載。“シニーツァ”とはシジュウカラ上科の鳥を指す。
1V119「レオスタート」 - 1В119 "Реостат"
砲兵統制車。地上レーダー（有効距離14km）、レーザー測距儀（8km）、昼夜間監視装置、地図照合機、電子戦機材、R-123無線機×2台、R-107無線機×1台を搭載。“レオスタート”とはポテンショメータの意。
2S9「ノーナ-S」 - 2С9 "НОНА-С"
120mm自走砲。
BTR-ZD「スクレージェト」 - БТР-ЗД "Скрежет"
高射ミサイル班の輸送車両。ZU-23-2の車体としても使用。“スクレージェト”とは歯ぎしりの意。
BTR-KShM「ソローカ」 - БТР-КШМ "Сорока"
連隊・旅団級の指揮・幕僚車。R-123無線機×2台、R-111無線機×2台、R-130レーダー、秘匿通信機を搭載。無人偵察機「シュメーリ」の発射・操縦車としても使用。“ソローカ”とはカササギの意。
BREM-D - БРЭМ-Д
クレーン、牽引機、鋤、溶接機を搭載した修理・回収車。
R-440 ODB「フォボス」 - Р-440 ОДБ "Фобос"
衛星通信装置を搭載した移動衛星通信車。

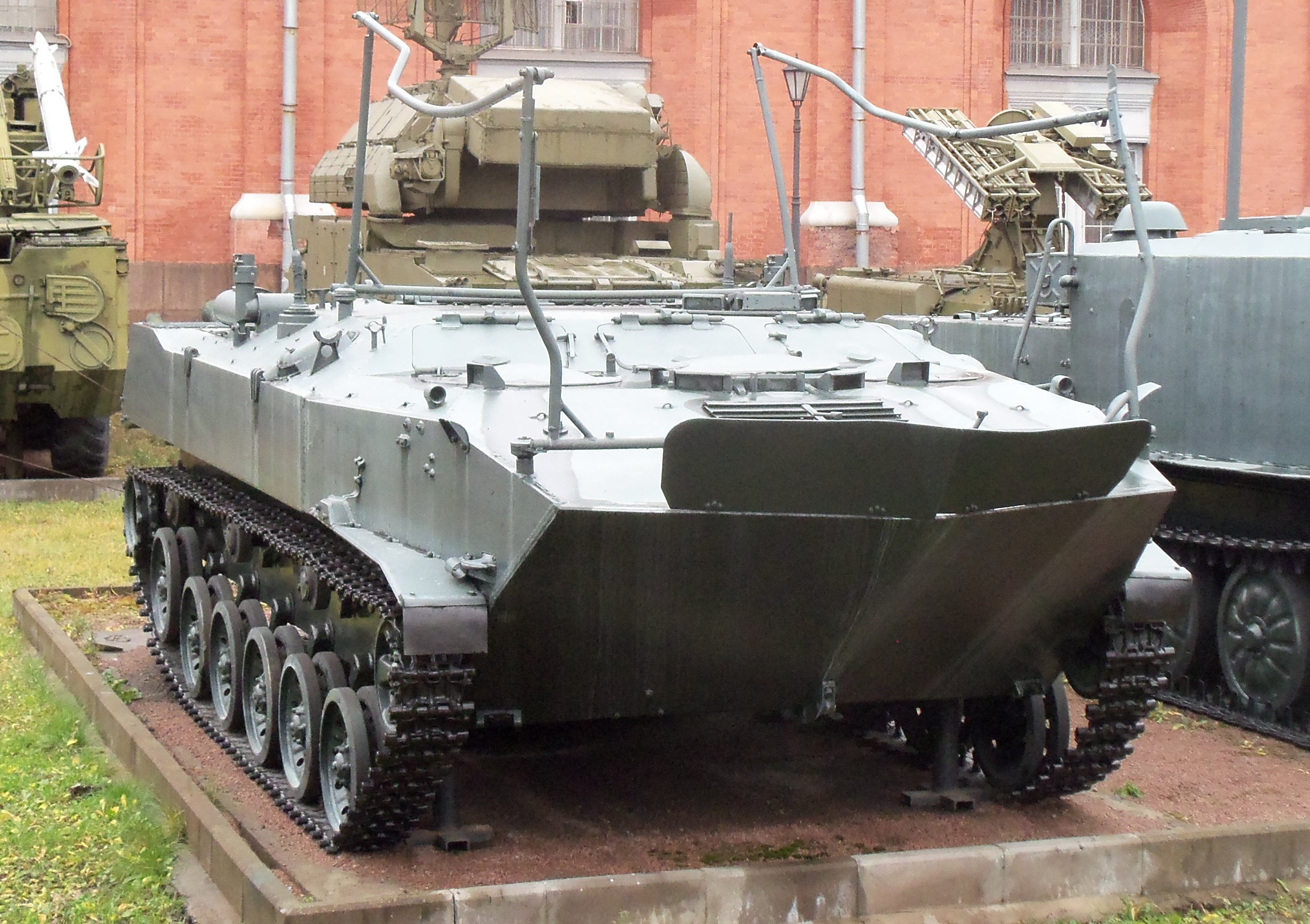
BMD-KSh
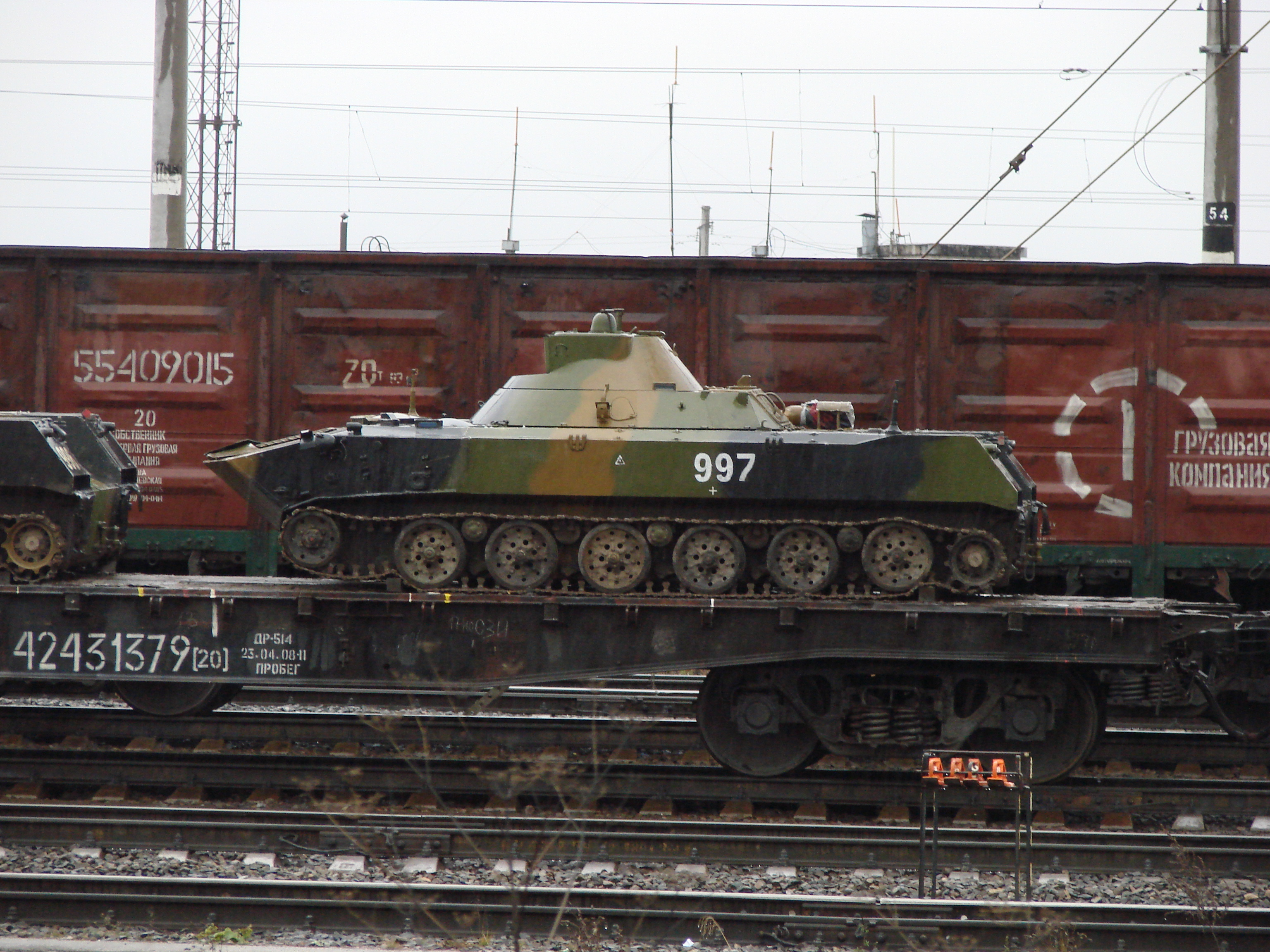
1V119
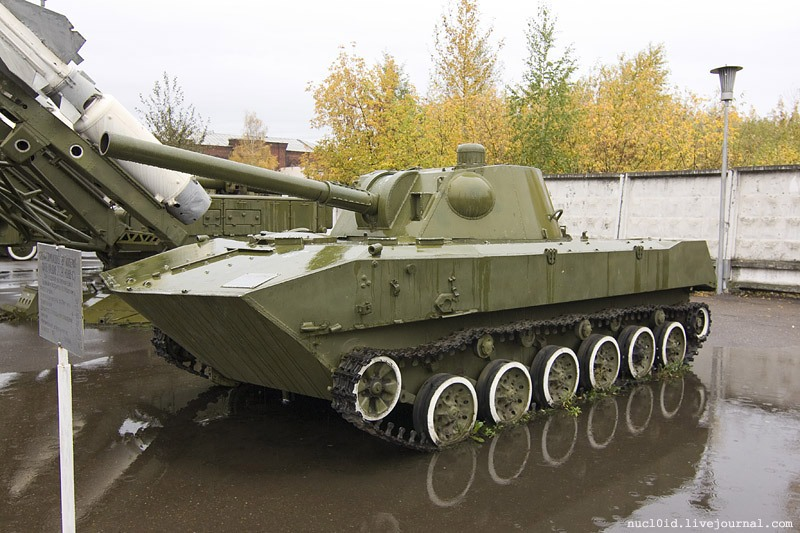
2S9ノーナ-S
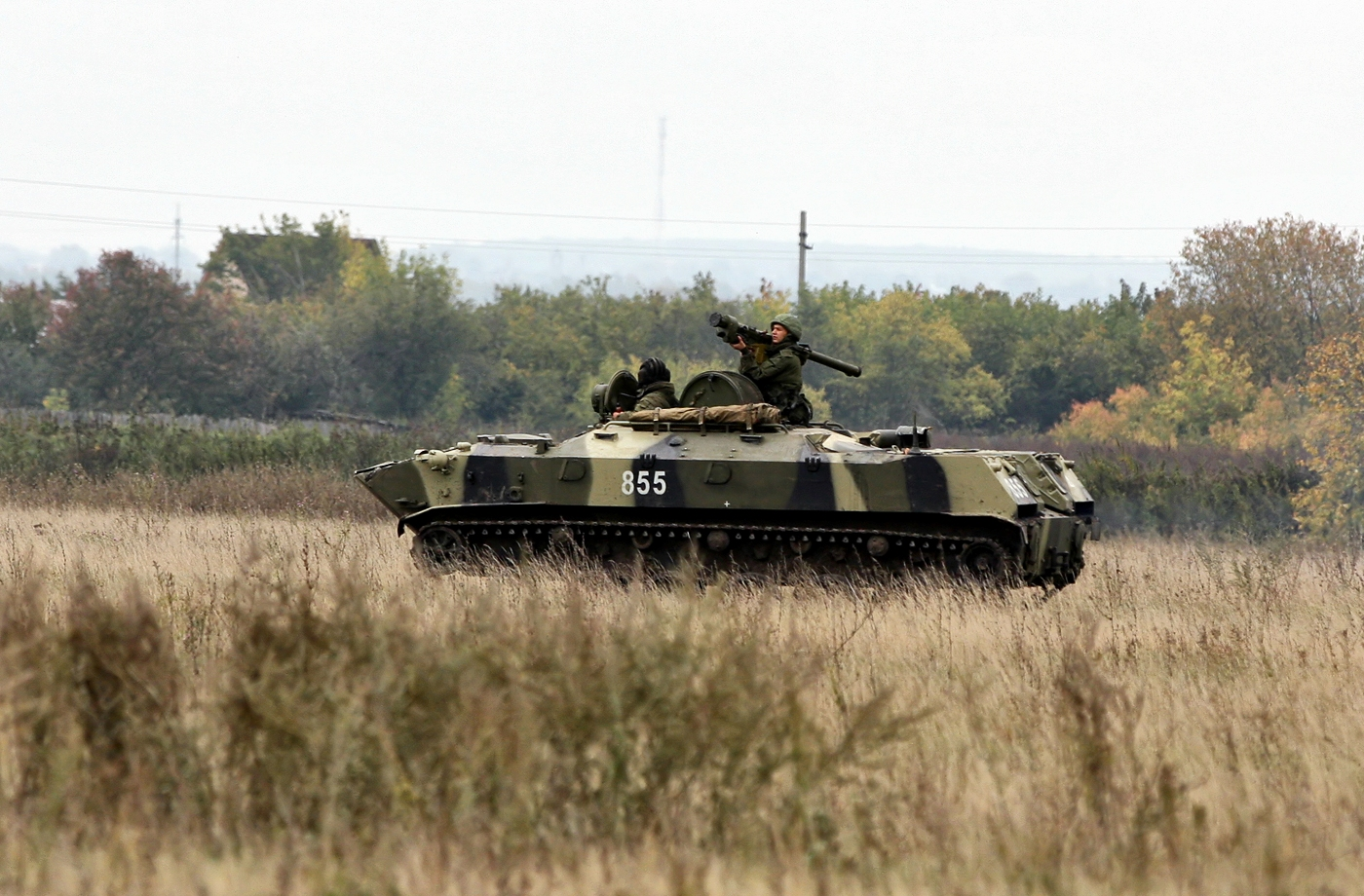
BTR-ZD
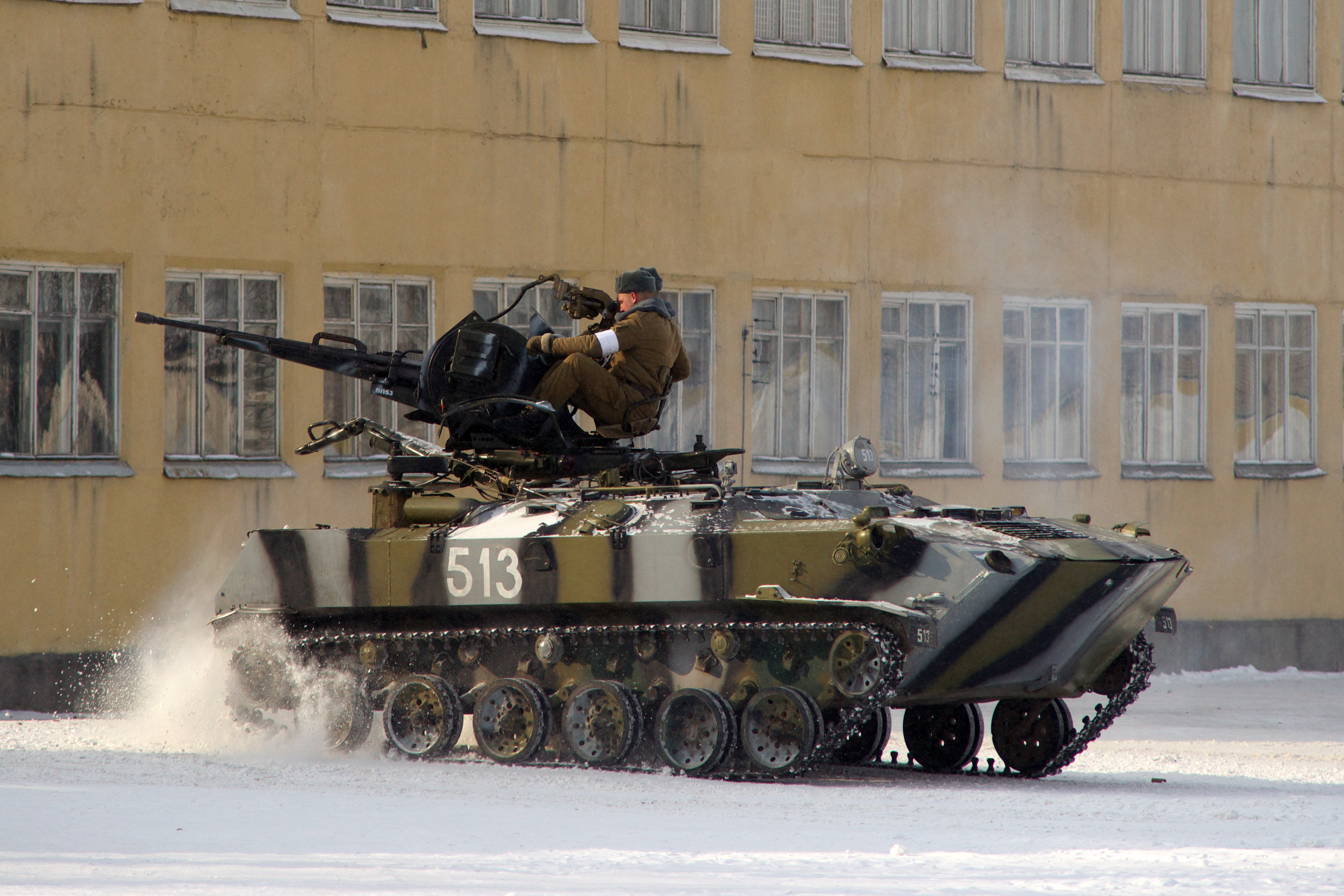
BTR-ZD ZU-23-2を搭載した対空自走砲型

## 運用国

### 現役
- モルドバ - 2023年時点で、モルドバ陸軍が9両のBTR-Dを保有している[2]。
- タジキスタン - 2023年時点で、タジキスタン陸軍が8両のBTR-ZD（23mm機関砲搭載型）を保有している[3]。
- ウズベキスタン - 2023年時点で、ウズベキスタン陸軍が50両のBTR-Dを保有している[4]。